# Гамьетт, Тома
Тома Гамьетт (фр. Thomas Gamiette; родился 21 июня 1986 года в Эпине-сюр-Сен, Франция) — французский футболист, опорный полузащитник клуба «Флёри 91» и сборной Гваделупы.
У Гамьетта гваделупские корни, поэтому он принял приглашение выступать за сборную этой страны.

## Клубная карьера

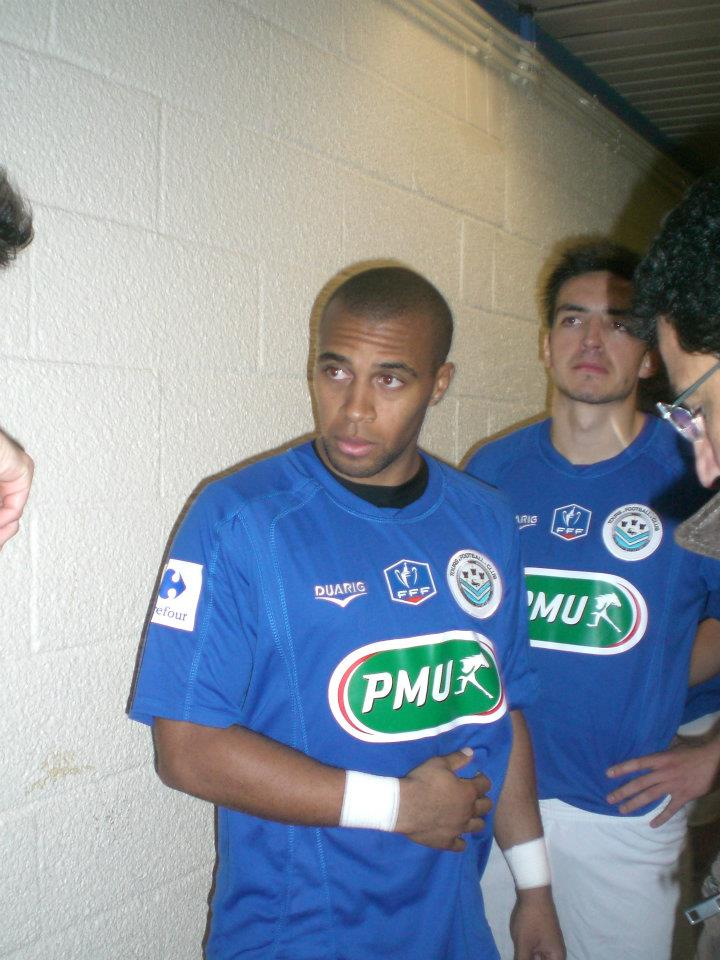
Гамьетт в составе «Тура»

Гамьетт начал карьеру в клубе «Реймс». 1 августа в матче против «Анжера» он дебютировал в Лиге 2. 15 августа в поединке против «Генгама» Тома забил свой первый гол за «Реймс». Летом 2011 года он перешёл в «Тур». 29 июля в матче против «Метца» Гамьетт дебютировал за новую команду. 5 августа в поединке против «Ле Мана» Тома забил свой первый гол за «Тур».
В начале 2014 года Гамьетт перешёл в тайский «БЕК Теро Сасана». 23 февраля в матче против «Самут Сонгхрам» он дебютировал в чемпионате Таиланда.
Летом того же года Тома вернулся во Францию подписав контракт с клубом «Париж». 5 сентября в матче против «Ред Стар» он дебютировал за столичную команду. 7 ноября в поединке против «Эпиналя» Гамьетт забил свой первый гол за «Париж». По итогам сезона он помог клубу выйти в Лигу 2.

## Международная карьера
В 2009 году в составе сборной Гваделупы Гамьетт принял участие в Золотом кубке КОНКАКАФ. На турнире он сыграл в матчах против команд Панамы, Никарагуа, Мексики и Коста-Рики.
В 2011 году Тома во второй раз принял участие в розыгрыше Золотого кубка КОНКАКАФ. На турнире он сыграл в поединках против сборных Панамы, Канады и США.